# Zabban
Zabban (też Zamban, Zanban) – starożytne miasto leżące na granicy Asyrii z Babilonią, w rejonie górnego biegu rzeki Dijali. Obszar na którym leżało Zabban zaanektowany został przez asyryjskiego króla Aszurnasirpala II (883-859 p.n.e.). Salmanasar III (858-824 p.n.e.), syn i następca Aszurnasirpala II, na krótko przed wyruszeniem w 851 r. p.n.e. na pierwszą ze swych dwóch babilońskich kampanii, złożył w Zabban ofiary Adadowi, bogu opiekuńczemu tego miasta. Pod koniec panowania Salmanasara III Zabban wraz z wieloma innymi miastami dołączyło do wielkiej rebelii zainicjowanej przez Aszur-da’’in-apla, syna króla, który podjął próbę przejęcia władzy w Asyrii. Rebelię tę udało się dopiero stłumić Szamszi-Adadowi V (823-811 p.n.e.), innemu synowi i następcy Salmanasara III. 